# 한국육류유통수출입협회
한국육류유통수출협회는 육류수출을 촉진할 수 있는 제반활동 추진, 한국축산업의 국제경쟁력 기여 목적으로 1993년 12월 18일 설립된 사단법인이다. 사무실은 경기도 안양시 관양동 954-6번지 성지스타위드 1115호에 있다.

## 주요 사업
- 육류수급 및 유통을 위한 회원 단체간의 상호협력조정
- 육류의 수출입 동향 및 관련된 회원, 단체간의 상호협력조정
- 육류의 수출입 관련 국제시장 정보수집과 분석제공
- 육류의 수출확대전략개발과 국내ㆍ외 교육홍보
- 수출입 육류의 품질, 규격 개선에 관한 조사연구 및 지원
- 육류유통 및 수출입관련 정부위탁사업